# 副非鲫属
副非鯽屬，是條鰭魚綱䲁形目麗魚科下的一個屬。

## 分類
本屬屬於褶麗魚亞科，目前被認可的種如下：
- 波倫副非鯽 Paratilapia polleni
- 托氏副非鯽 Paratilapia toddi